# 812 Adele
För andra betydelser, se  Adele (olika betydelser).
812 Adele eller 1915 XV är en asteroid i huvudbältet, som upptäcktes 8 september 1915 av den sovjetiske astronomen Sergej Beljavskij vid Simeiz-observatoriet på Krim. Den är uppkallad efter karaktären Adele i operetten Läderlappen.
Asteroiden har en diameter på ungefär 12 kilometer och den tillhör asteroidgruppen Eunomia.